# Грейсер, Павел Павлович
Павел Павлович Грейсер (16 февраля 1942, Иркутск — 26 февраля 2024, Симферополь) — советский, украинский и российский живописец, педагог. Народный художник Украины (2006). Профессор кафедры книжной графики и дизайна Таврической академии Крымского федерального университета имени В. И. Вернадского.

## Биография
Родился 16 февраля 1942 года в Иркутске в семье участника Великой Отечественной войны, гвардии рядового Павла Давидовича Грейсера (1906—?). 1956 году окончил детскую художественную школу при Иркутском областном художественном училище. В 1957 году окончил восемь классов средней школы и поступил в Иркутское художественное училище, в 1960 году окончил три курса Иркутского художественного училища. В 1960—1961 годах работал на строительстве Братской ГЭС. Экстерном сдал экзамены за курс средней общей школы. В 1961—1963 годах учился в Крымском художественном училище им. Н. С. Самокиша. По окончании учебы получил направление в институт. В 1969 году окончил Московское высшее художественно-промышленное училище им. С. Г. Строгонова, где обучался сначала на факультете обработки металла, а продолжил на дизайнерском отделении. Учителя по специальности: А. С. Квасов, А. А. Мельник. В 1964—1965 годах служил в Советской Армии.
Работал в направлениях монументального и декоративно-прикладного искусства. Творческой манере художника присущи четкая согласованность форм, колористическая выразительность в декоративной пластике и станковой живописи. Применял камень, металл, стекло, смальту, дерево. Два года после института проработал в Феодосийском отделении «Укржилремпроекта» старшим архитектором. Занимался оформлением зданий. Член Союза художников СССР (1975). В 1983—1988 годах председатель Крымского областного художественного фонда. Заслуженный художник Украинской ССР (1990). Заслуженный художник Автономной республики Крым (2002). Народный художник Украины (2006). Работал на Крымском художественно-производственном комбинате, в Крымской организации Национального союза художников Украины (1970). Жил в городе Симферополь.
С 2005 года доцент кафедры книжной графики и дизайна печатной продукции Крымского института информационно-полиграфических технологий Украинской академии печати. С 2015 года — профессор кафедры книжной графики и дизайна печатной продукции факультета информационно-полиграфических технологий Таврической академии Крымского федерального университета имени В. И. Вернадского.
Скончался 26 февраля 2024 года на 83-м году жизни.

## Творчество
С 1975 года участвовал в областных и республиканских выставках. Персональные выставки — в Симферополе (1998, 2002, 2005), Феодосии (1999), Бахчисарае (2002). Основные произведения: композиция — «Кристалл» (1987); мозаика — «Полимеры» (1987); памятник павшим в Афганистане, город Токмак (1990); рельефы на библейские сюжеты — Музей христианства, остров Кипр (1997); рыцари для фасада музея, Киккский монастырь, остров Кипр (1997); рельеф — «Детство» (1982), «Литавры и фанфары» (1984); «Въезд в Иерусалим» (2000); мозаика — «Горные щиты Крыма» (2002); живопись — «Парад планет» (1998), «Крыши старой Праги» (2002), «Экзотические пальмы на набережной», «Гавань. Северный Кипр» (2004).
Много работал в Крыму. Металлопластика «Литавры и фанфары» на Дворце культуры профсоюзов в Симферополе, композицией «Хоровод деревьев» у входа на базу «Артека», композиция «Телеорбита» на здании телезавода «Фотон». Рельефы «Встреча» и «Прощание» на здании Евпаторийского железнодорожного вокзала, лиричная композиция «Паруса над морем» на главном корпусе Алуштинского пансионата «Укоопспилка».

В 2000 году награжден почётной грамотой Совета Министров АР Крым. Лауреат премии Совета министров АР Крым за 1999 год. В 2015 году награждён золотой медалью «Духовность, традиции, мастерство» Союза художников России.
- Металлопластика на здании вокзала Евпатории
- Металлопластика «Литавры и фанфары» на Дворце культуры профсоюзов в Симферополе, 1984

## Семья
- Жена — Людмила Мироновна Грейсер (род. 22 апреля 1940, Джанкой), график. Член НСХУ (1978)[9].
  - Сын — Егор Павлович Грейсер, художник.